# Мологино (Рыбинский район)
Моло́гино — деревня, в прошлом село  в Михайловском сельском округе Волжского сельского поселения Рыбинского района Ярославской области .
Деревня расположена на незначительном удалении от правого берега реки Черёмуха. Деревня стоит к востоку от автомобильной дороги, идущей по правому берегу Черёмухи из Михайловского к Сельцо-Воскресенское и далее на Большое село, деревня стоит на правом берегу небольшого правого притока Черёмухи, на современных картах не названного, а на плане Генерального межевания, обозначенного как ручей Анкудиновский. Ближайшая (около 2 км) по дороге деревня в сторону Рыбинска — Поповское, а в сторону от города — Ульяновское (1 км). Просёлочная дорога через лес ведёт от Мологино на восток в долину реки Иода к деревне Бесово .
Село Мологино указана на плане Генерального межевания Рыбинского уезда 1792 года.
На 1 января 2007 года в деревне числилось 9 постоянных жителей. Деревня обслуживается почтовым отделением Сретенье. По почтовым данным в деревне 12 домов .